# Aloban
Aloban är ett berg i Indonesien.   Det ligger i provinsen Aceh, i den västra delen av landet, 1 400 km nordväst om huvudstaden Jakarta. Toppen på Aloban är 1 027 meter över havet.
Terrängen runt Aloban är platt. Havet är nära Aloban åt nordväst. Aloban är den högsta punkten i trakten. Runt Aloban är det mycket glesbefolkat, med 5 invånare per kvadratkilometer. I omgivningarna runt Aloban växer i huvudsak städsegrön lövskog.